# David Sheff
David Sheff – amerykański dziennikarz i pisarz.
Pisarz mieszka wraz z rodziną w Inverness w Kalifornii. Publikował na łamach The New York Times, Playboya, Rolling Stone Magazine, Wired magazine i Fortune. Jest autorem kilku poczytnych w Stanach Zjednoczonych książek. Jego Beautiful Boy: A Father's Journey through His Son's Meth Addiction została w 2008 wybrana przez sieć Starbucks jako featured book (ang. polecana książka).

## Książki
- The Playboy interviews with John Lennon and Yoko Ono
- Game Over: How Nintendo Zapped an American Industry, Captured Your Dollars, and Enslaved Your Children (1993)
- China Dawn: Culture and Conflict in China's Business Revolution (2002, polskie wydanie Chiński Świt: Ewolucja w technologii i przedsiębiorczości w 2003)
- Beautiful Boy: A Father's Journey Through His Son's Crystal Meth Addiction (2008)
- Video Games: A Guide for Savvy Parents
- Fifty years of wrath: John Steinbeck's The grapes of wrath, 1939-1989 : the people who lived his story and are living it now